# Ulocladium microsporum
Ulocladium microsporum är en svampart som beskrevs av Moub. & Abdel-Hafez 1977. Ulocladium microsporum ingår i släktet Ulocladium och familjen Pleosporaceae.   Inga underarter finns listade i Catalogue of Life.